# Liste der türkischen Botschafter in Tadschikistan
Der Botschafter leitet die Botschaft in Duschanbe.

## Geschichte
Am 29. Januar 1992 nahmen die Regierung der Türkei und die Regierung in Duschanbe diplomatische Beziehungen auf.
Am 22. März 1992 wurde die türkische Botschaft in Duschanbe eröffnet.
Am 8. November 1994 wurde die Kanzlei der Botschaft eröffnet.
Seit 2007 ist in der Auslandsvertretung ein Handelsrat und seit 2008 ein Kultur- und Tourismusrat vertreten. Seit 1996 unterhält die türkische Regierung das Duschanbe Turkish Education Center (TÖMER). In Ankara wird die Entwicklungszusammenarbeit im Duschanbe Koordinationsbüro des Türkischen Präsidiums für Internationale Kooperation und Koordination gepflegt.
| Ernennung Akkreditierung | Botschafter          | Bemerkung | Ministerpräsident der Türkei | Präsident Tadschikistans | Posten verlassen |
| ------------------------ | -------------------- | --- | ---------------------------- | ------------------------ | ---------------- |
| 22. März 1992            | Orhan Erdivanlı      | 12. August 1974 – 28. September 1976: Botschafter in Tunis | Süleyman Demirel             | Rahmon Nabijew           | 30. Okt. 1996    |
| 31. Okt. 1996            | Aydın İdil           | (* 23. April 1942 in Istanbul). 1961: Abitur Galatasaray-Gymnasium, Geschäftsträger in Daressalam, Stellvertretender Leiter der OSCE Beobachter in Bischkek. | Necmettin Erbakan            | Emomalij Rahmonow        | 13. Nov. 2000    |
| 21. Nov. 2000            | Ahmet Ferit Ülker    | 12. Mai 2008 – 15. Dezember 2011: Botschafter in Chișinău | Bülent Ecevit                | Emomalij Rahmonow        | 18. Dez. 2004    |
| 18. Jan. 2005            | Ahmet Altay Cengizer | 1. April 2009 – 11. Februar 2013: Botschafter in Dublin | Recep Tayyip Erdoğan         | Emomalij Rahmonow        | 21. Juni 2006    |
| 21. Juni 2006            | Aşkın Çakmak         | | Recep Tayyip Erdoğan         | Emomalij Rahmonow        | 18. Aug. 2006    |
| 18. Aug. 2006            | Yekta Kamil Noyan    | Geschäftsträger, 15. August 2013: Gesandtschaftsrat in Bangkok, Stellvertreter des ständigen Vertreters bei der ESCAP, | Recep Tayyip Erdoğan         | Emomalij Rahmonow        | 25. Dez. 2006    |
| 25. Dez. 2006            | Akif Ayhan           | | Recep Tayyip Erdoğan         | Emomalij Rahmonow        | 2. Dez. 2010     |
| 9. Dez. 2010             | Mehmet Munis Dirik   | (* 1959 in Yıldızeli) Mehmet Munis Dirik ist verheiratet und hat ein Kind. Er erhielt sein Abitur auf dem Galatasaray-Gymnasium und studierte Internationale Beziehungen an der Universität Ankara. 1985 trat er in den auswärtigen Dienst. Von 1985 bis 1987 war er der Abteilung Konsularisches zugeteilt. Von 1987 bis 1988 war er Angehöriger der türkischen Streitkräfte. 1988 war er Gesandtschaftssekretär dritter Klasse in der Abteilung Internationale Organisationen, Von 1988 bis 1990 war er Gesandtschaftssekretär dritter Klasse in Kairo, Von 1990 bis 1993 war er Vizekonsul in Komotini. Von 1993 bis 1995 war er Gesandtschaftssekretär zweiter, erster Klasse in der Abteilung für Nordeuropa. Von 1995 bis 1999 war er Gesandtschaftssekretär erster Klasse in Paris. Von 1999 bis 2001 war er Generalkonsul in Komotini. Von 2001 bis 2003 war er Abteilungsleiter am Institut für Griechenland. Von 2003 bis 2005 war er Generalkonsul in Nürnberg. Von 2005 bis 2007 war er Generalkonsul in Essen. Von 2007 bis 2008 leitete er die Archive. Von 2008 bis 2010 war er Ministerialdirigent der Afrikaabteilung. Seit 9. Dezember 2010 ist er Botschafter in Duschanbe. | Recep Tayyip Erdoğan         | Emomalij Rahmonow        |                  |